# ゲイ・ローリー
ゲイ・ローリー（Gaye ROWLEY）は、オーストラリア出身の日本文学研究者。早稲田大学法学学術院教授。早稲田大学図書館館長。Lindsley and Masao Miyoshi Translation Prize受賞。

## 人物・経歴
オーストラリア生まれ。1982年から1983年まで津田塾大学に留学し、1984年オーストラリア国立大学アジア研究学部日本研究学科卒業、B.A.(Hons. 1）（Asian Studies）。1987年日本女子大学大学院日本文学研究科博士課程前期課程修了、修士。
1992年ウェールズ大学カーディフ校助教授。1995年ケンブリッジ大学東洋学部でPh.D.を取得。1997年ヨーロッパ日本研究協会書記官。1999年キャノンヨーロッパ財団ジャパン・フォーラム賞受賞。2000年京都大学人文科学研究所招へい外国人学者。2001年早稲田大学法学部客員助教授。2002年早稲田大学法学部助教授。
2004年早稲田大学国際教養学部准教授。2008年オックスフォード大学東洋学院東アジア学科研究員。2010年早稲田大学法学学術院教授。2012年早稲田大学図書館副館長。2020年早稲田大学図書館館長、Online Computer Library Center Global Council。2022年Lindsley and Masao Miyoshi Translation Prize受賞。専門は源氏物語受容史および女性史などの日本文学。

## 著作
- 『Yosano Akiko and The Tale of Genji』ミシガン大学日本研究センター 2000年
- 『The Female as Subject: Reading and Writing in Early Modern Japan』（共編著）ミシガン大学日本研究センター 2010年
- 『An Imperial Concubine’s Tale』コロンビア大学出版部 2013年